# Pohorila, Teplîk
Pohorila (în ucraineană Погоріла) este localitatea de reședință a comunei Pohorila din raionul Teplîk, regiunea Vinnița, Ucraina.

## Demografie
Componența lingvistică a localității Pohorila
     Ucraineană (98,9%)
     Alte limbi (1,1%)
Conform recensământului din 2001, majoritatea populației localității Pohorila era vorbitoare de ucraineană (98,9%), existând în minoritate și vorbitori de alte limbi.